# Hydrillodes
Hydrillodes là một chi bướm đêm thuộc họ Erebidae.

## Species
- Hydrillodes abavalis (Walker, [1859])
- Hydrillodes aroa Bethune-Baker, 1908
- Hydrillodes aviculalis Guenée, 1862
- Hydrillodes bryophiloides (Butler, 1876)  junior synonym of Hydrillodes aviculalis
- Hydrillodes captiosalis (Walker, [1859])
- Hydrillodes carayoni Viette, 1981
- Hydrillodes chionaemoides (Rothschild, 1915)
- Hydrillodes comoroana (Viette, 1981)
- Hydrillodes contigua (Wileman, 1915)
- Hydrillodes crispipalpus Collenette, 1928
- Hydrillodes danum Holloway, 2008
- Hydrillodes dimissalis (Walker, 1866)
- Hydrillodes discoidea (Viette, 1961)
- Hydrillodes erythusalis (Walker, [1859])
- Hydrillodes eucaula Prout, 1928
- Hydrillodes fuliginosa (Rothschild, 1915)
- Hydrillodes funestalis (Walker, 1866)
- Hydrillodes gravatalis (Walker, [1859])
- Hydrillodes grisea (Bethune-Baker, 1908)
- Hydrillodes griseoides Poole, 1989
- Hydrillodes hemusalis (Walker, [1859])
- Hydrillodes incerta (Viette, 1961)
- Hydrillodes inversa (Viette, 1961)
- Hydrillodes janalis (Schaus, 1893)
- Hydrillodes labi Holloway, 2008
- Hydrillodes latifascialis (Walker, [1866])
- Hydrillodes lentalis Guenee, 1854
- Hydrillodes lugens Prout, 1922
- Hydrillodes mediochracea Bethune-Baker, 1908
- Hydrillodes meeki (Bethune-Baker, 1908)
- Hydrillodes melanozona Collenette, 1928
- Hydrillodes metisalis (Walker, 1859)
- Hydrillodes moloalis (Walker, 1859)
- Hydrillodes morosa Butler (1879)
- Hydrillodes murudensis Prout, 1928
- Hydrillodes nilgirialis Hampson, 1895
- Hydrillodes norfolki Holloway, 1977
- Hydrillodes nubeculalis Roepke, 1948
- Hydrillodes obscurans Bryk, 1949
- Hydrillodes pacifica Owada, 1982
- Hydrillodes pala Holloway, 2008
- Hydrillodes perplexalis Fryer 1912
- Hydrillodes pertruncata Prout, 1928
- Hydrillodes plicalis (Moore, 1867)
- Hydrillodes plicaloides Holloway, 2008
- Hydrillodes poiensis Prout, 1928
- Hydrillodes postpallida (Rothschild, 19
- Hydrillodes pseudmorosa Strand, 1920
- Hydrillodes pterota Prout, 1928
- Hydrillodes pyraustalis (Viette, 1954)
- Hydrillodes semiluna Wileman & West, 1930
- Hydrillodes sigma Tams, 1935
- Hydrillodes subalbida Bethune-Baker, 1908
- Hydrillodes subbasalis Moore, 1877
- Hydrillodes subtruncata Roepke, 1948
- Hydrillodes surata Meyrick, 1910
- Hydrillodes telisai Holloway, 2008
- Hydrillodes thomensis Prout, 1927
- Hydrillodes toresalis (Walker, 1859)
- Hydrillodes torsivena Hampson, 1895
- Hydrillodes truncata (Moore, 1882)
- Hydrillodes uliginosalis Guenée, 1854
- Hydrillodes vexillifera Hampson, 1900